# Biatoraceae
Biatoraceae is een familie van korstmossen dat behoort tot de orde Lecanorales van de ascomyceten. 

## Geslachten
De familie bevat de volgende vier geslachten:
- Biatora
- Lecania
- Phyllopsora
- Thamnolecania